# Глицерофосфаты
Глицерофосфа́ты — группа химических соединений, соли глицерофосфорной кислоты.
Согласно 1-му изданию БСЭ, "…почти не всасываются, распадаясь в кишечнике на глицерин и фосфаты, которые организм в достаточных для него количествах может получить из обычных фосфорсодержащих пищевых продуктов (яйца, молоко, мозги, икра и др.). … Обычно в медицине употребляются глицерофосфаты кальция, натрия и железа, назначаемые при функциональных заболеваниях нервной системы, слабости её, при анемии, туберкулёзе, в период выздоровления после тяжелых болезней…. ".
Глицерофосфат магния — пищевая добавка с высоким содержания магния; входит в состав витаминно-минеральных комплексов для спортсменов и биологически активных добавок.
В углеводном обмене участвует α-глицерофосфат (глицерол-3-фосфат). При включении глицерол-3-фосфата в глюконеогенез происходит его дегидрирование НАД-зависимой дегидрогеназой с образованием дигидроксиацетонфосфата, который далее превращается в глюкозу.